# Кобрин, Михаил Петрович
Михаи́л Петро́вич Ко́брин (Кобрынь) (пол. Mychał Kobryń 21 октября (2 ноября) 1871, Стенжица, Красноставский уезд, Люблинская губерния, Российская империя — 17 апреля 1956, Львов, УССР) — православный богослов, церковный и общественный деятель, расколовед, знаток древних языков, переводчик Священного Писания и богослужебных текстов на украинский язык.

## Биография

### Детство и образование
Родился 21 октября (2 ноября по новому стилю) 1871 года в униатской семье Петра Даниловича и Елены Ивановны Кобрыней, малоземельных крестьян Красноставского уезда.
После окончания начальной школы среднее образование получил в Холмском духовном училище и семинарии (1893). В том же году поступил в Московскую духовную академию (МДА), окончив её в 1897 году со степенью кандидата богословия. За работу под названием «День очищения в Ветхом Завете» Ученый совет академии присвоил М. П. Кобрину ученую степень магистра богословия. В журналах заседаний Совета МДА за 1900 год было отмечено, что работа Михаила Петровича была единственной в русской библейской литературе монографией на данную тему, которая представляла собой глубокое библейско-археологическое исследование по истории еврейского народа.

### Начало преподавательской работы

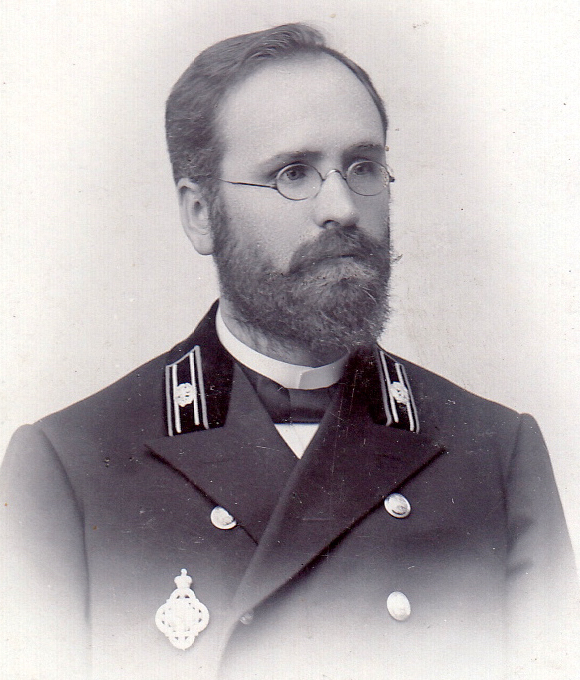
Молодой преподаватель Михаил Кобрин

Вернувшись на родину, Кобрин в 1897 году женился на Александре Михайловне Герштанской, происходившей из известного на Холмщине священнического рода. В семье Михаила и Александры Кобриных родилось семь детей. После двухлетнего ожидания Михаил Кобрин получил должность преподавателя Холмской духовной семинарии «по кафедре истории и обличения раскола и обличительного богословия». На этой должности Кобрин работал до эвакуации семинарии в Москву в 1915 году в связи с началом Первой мировой войны. Основным направлением его деятельности в этот довоенный период стало обличение «так называемого униатского упорства, вследствие огромного числа униатов, не желающих принять православия». Михаил Кобрин разработал особенную программу преподавания по истории католичества и унии в Западной Руси, написав при этом несколько статей богословско-исторического содержания, в частности статьи «Неправда католического учения о непорочном зачатии Пресвятой Богородицы» (издана тиражом 10 тысяч экземпляров) и «Жизнь крестьян в неволе и на воле».
В первые годы преподавательской деятельности Кобрин издал следующие работы: «Краткий исторический очерк колонизации Западнорусского края и её следствий для Холмской Руси» (Варшава, 1902) и «Православно-русская миссия в Холмской Руси» (1904).

### Общественная деятельность
28 ноября (11 декабря) 1905 года в составе делегации только что учреждённой Холмской епархии во главе с её управляющим епископом Евлогием (Георгиевским) принял участие во встрече с императорскими величествами царём Николаем и царицей Александрой, прошедшей в Царском Селе. Члены депутации рассказали царю о положении православного населения после обнародования Указа о веротерпимости.
При создании в 1907 году «Народно-просветительского общества Холмской Руси» председателем общества был избран Михаил Кобрин. Целью общества было просвещение сельского населения на русском, украинском и польском языках. Общество издавало еженедельник «Братская беседа». В этом русско-украинском издании печатались произведения украинских писателей (Пантелеймона Кулиша, Тараса Шевченко, Владимира Островского и др.).
В 1909 году за счёт общества опубликована «Карта русского и православного населения Холмской Руси» профессора Францева и «Очерки Холмщины и Подлесья» Васька Ткача (народного учителя Василия Остапчука). В этом же году начата публикация серия брошюр «Народные песни Холмской Руси».
В том же году Михаил Петрович был членом делегации в Государственную Думу от православного населения Холмщины. Делегация сделала предложение об отделении от Польши этнических «западнорусских» земель и создания на их основе Холмской губернии в составе Российской империи. Два года спустя, 23 июня 1912 года, при активной поддержке архиепископа Евлогия, члена III Государственной думы, был утверждён закон об образовании Холмской губернии с изъятием её из управления варшавского генерал-губернатора.
При энергичном содействии епископа Евлогия и щедрых пожертвований из его личных средств было основано «Холмское сельскохозяйственное общество взаимного кредита», первым и единственным президентом которого стал Михаил Кобрин. Целью общества было сохранение и укрепление обнищавших хозяйств украинских крестьян путём предоставления им кредита для покупки земель на льготных условиях.
В начале Первой мировой войны «Общество взаимного кредита» приостановило свою деятельность в связи с эвакуацией гражданского населения и организаций вглубь Российской империи. Под присмотром Кобрина имущество и документация общества были вывезены в Москву и хранились в «Сибирском банке».
После подписания Рижского договора 1921 года имущество общества было передано российско-польской комиссии по реэвакуации. Польское правительство долгое время задерживало возвращение имущества и сделало это только в 1927 году, когда срок возобновления работы общества уже закончился. Манипулируя законодательством, польская власть ликвидировала общество. При этом ликвидационная комиссия вынесла благодарность Михаилу Кобрину за сохранение имущества.

### После 1921 года

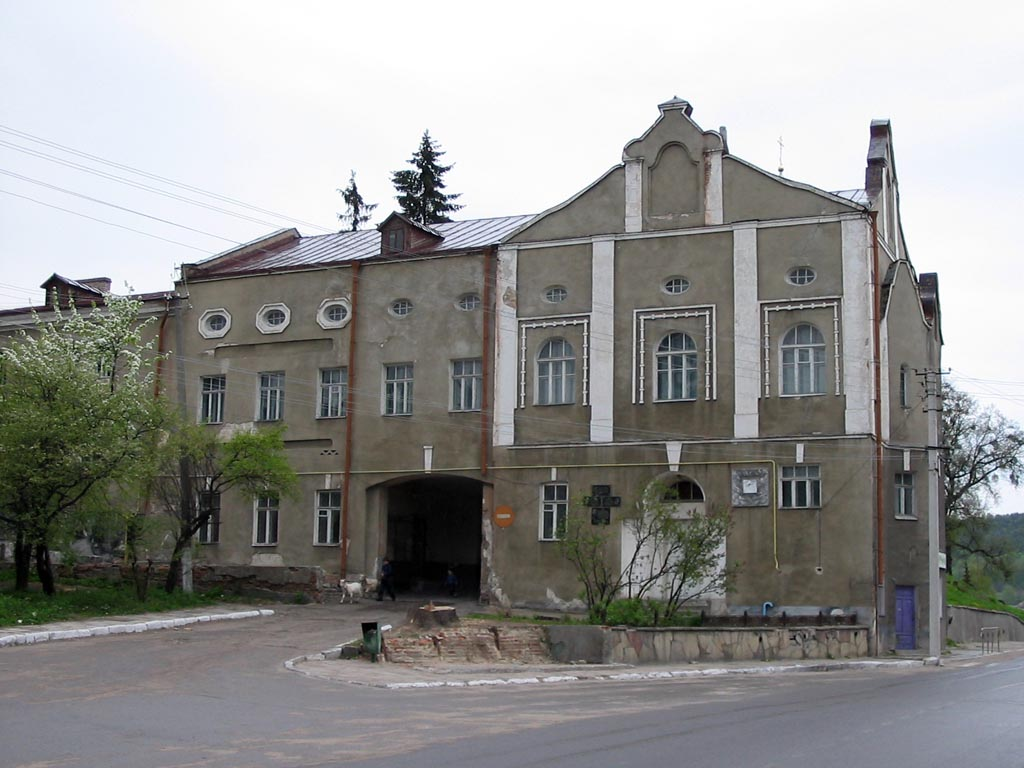
Кременец. Одно из строений бывшей духовной семинарии, ныне районный краеведческий музей

В соответствии с Рижским мирным договором 1921 г. западная часть белорусских и украинских земель была исключена из Холмщины и присоединена к возрожденному Польскому государству. Польская власть очень скоро начала проводить политику национального угнетения, начала закрывать украинские школы, превращать православные храмы в католические, закрывать «Просвиты», библиотеки, чинила различные препятствия для экономического и культурного развития непольского населения.
Польское правительство перевело Холмскую духовную семинарию в город Кременец. В 1922 году Кобрин возвращается из Москвы в город Холм и в этом же году переезжает в Кременец для продолжения преподавательской деятельности в Кременецкой духовной семинарии, где он трудится до выхода на пенсию в 1931 году. Здесь он преподает Священное Писание Нового Завета, сравнительное и догматическое богословие, философию. Михаил Петрович сочетает преподавание с работой переводчика церковно-богословских книг на украинский язык, так как со времени объявления Константинопольским патриархатом в 1925 году автокефалии Польской Православной Церкви существовала острая необходимость в украинских богослужебных изданиях.
Кобрин становится одним из видных деятелей украинизации Польской Православной Церкви, что в конце концов привело к противостоянию с польским правительством.

### Переводческая деятельность
Прекрасно владея тремя древними языками — еврейским, греческим и латынью, Михаил Петрович начал осуществлять перевод книг Священного Писания и богослужебных книг на украинский язык. За годы проживания в Кременце ему удалось перевести и издать следующие богослужебные книги:
1. Апостол. Богословская секция Общества им. митр. П. Могилы, Луцк, 1941.
2. Малый Октоих. На средства архиепископа Волынского и Кременецкого Алексия, Луцк, 1938.
3. Часослов. Богословская секция Общества им. митр. П. Могилы, Луцк, 1941.
4. Литургия свт. Василия Великого. Украинский научный институт, Варшава, серия переводов Священного Писания и богослужебных книг, том LII, книга 3, 1939.
5. Литургия Преждеосвященных Даров свт. Григория Двоеслова. Там же.
6. Псалтирь (перевод с Септуагинты). Украинский научный институт, Варшава, серия переводов Священного Писания и богослужебных книг, том XXXVIII, книга 2, Луцк, 1941.
Однако внедрение украинского языка в церковное богослужение было воспринято неоднозначно как частью православного духовенства, так в особенности русской эмиграцией. Впрочем, «согласно переписи 1931 года более 1 миллиона православных считали родным языком украинский, почти 1 миллион — белорусский, полмиллиона — польский, сто тысяч — русский, почти 22 тысячи — чешский. Таким образом, по национальному составу православные делились на несколько далеко не равных по числу групп, среди которых доминировало украинское и белорусское коренное население, преимущественно крестьянское; русские были представлены не столько старожильческим населением городов, сколько эмигрантами, покинувшими Россию в результате революции и гражданской войны. Нередко русскими называли себя и представители местной православной интеллигенции, в том числе и священники».
Для обсуждения вопроса украинизации богослужения в 1927 году почти одновременно в Луцке и Почаеве состоялись собрания священства и мирян. На Луцкий съезд прибыли только миряне, так как предстоятель Польской Православной Церкви митрополит Дионисий (Валединский) запретил духовенству принимать в нём участие. В Почаеве собрались как священнослужители, так и миряне. Луцкий съезд поддержал украинизацию Церкви, а епархиальное собрание в Почаеве приняло решение о том, что богослужебным языком в православных церквях Польши может быть только церковнославянский язык, и требовало от Синода запретить украинизацию Церкви. Митрополит Дионисий осудил решение епархиального собрания в Почаеве как противоречащее решению Синода от 16 июля 1922 года и от 3 сентября 1924 года об использовании украинского языка в богослужении и церковной жизни. Синод не утвердил решения епархиального собрания в Почаеве.
Этот вопрос окончательно был решен в 1930 году на предсоборном собрании Польской Православной Церкви в Варшаве. Кобрин, будучи секретарем президиума этого собрания, выступил с докладом «О языке богослужения», в котором заметил: «Все возражения против надуманной вульгарности украинского богослужения высказываются или в связи с незнанием или непривычкой к украинскому богослужению, или из-за ненависти к украинскому языку. Последнее возражение имеет политический характер…».
Пятая комиссия предсоборного собрания предложила проект, в котором определялись условия для введения украинского языка в богослужение по переводам, утверждённым Синодом. В 1931 году при Синоде Православной Церкви в Польше была образована постоянно действующая комиссия, которая редактировала переводы богослужебных книг, а также книг религиозно-философского и церковно-исторического содержания. В 1931 году в Кременце была образована подкомиссия Варшавской комиссии, председателем которой был назначен Михаил Петрович Кобрин. Аналогичная подкомиссия была образована в 1933 году в Луцке при научном обществе имени митрополита Петра Могилы. Подкомиссии вычитывали и исправляли переведенные тексты, а Варшавская комиссия редактировала, утверждала и передавала эти тексты в печать.
В эти годы были опубликованы следующие работы Михаила Петровича:
1. «О языке богослужения». Издательство «Украинская нива», Луцк, 1935.
2. «Существование Бога в мире». Волынский епархиальный миссионерский комитет, Кременец, 1938.
3. «О Священном Предании». Там же.
4. «О Священном Писании или Библии». Там же.

### Перед Второй мировой войной

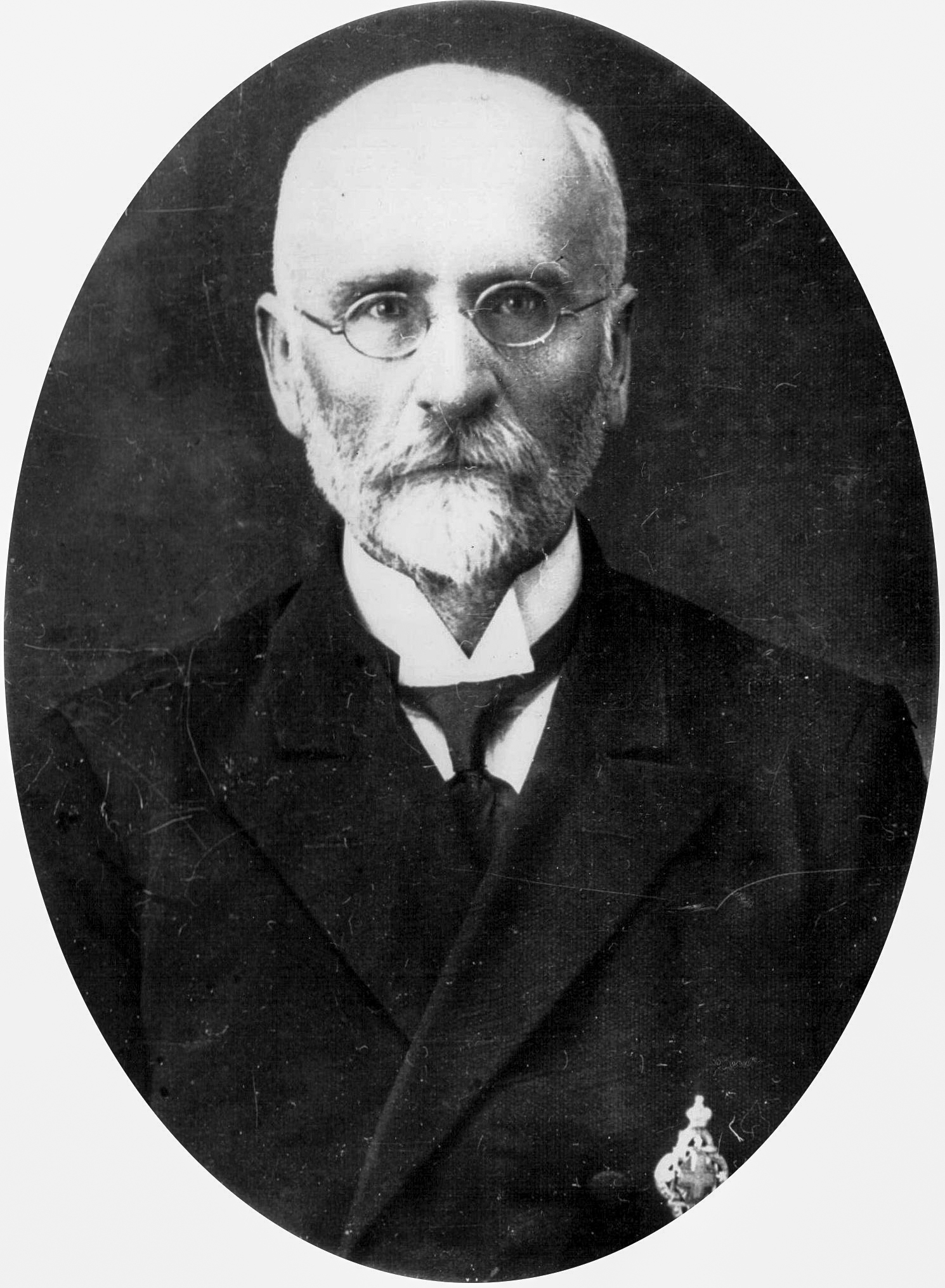
Михаил Петрович Кобрин

В 1934 году, будучи на пенсии, Кобрин по просьбе украинской общественности снова (в третий раз) возвращается к преподавательской деятельности, теперь уже в качестве директора украинской гимназии Кременца. В эти годы гимназия находилась в тяжелом финансовом положении. Она существовала как частная организация за счёт платы за обучение, пожертвований отдельных граждан и организаций. Гимназия продержалась только до 1938 года, когда была закрыта польской властью.
Михаил Петрович Кобрин боролся против нарушения польским правительством им же установленных правовых положений Православной Церкви в Польше. Он протестовал против разрушения православных церквей на Холмщине, захвата православных храмов католиками, посягательств на церковное имущество православных, насильственный перевод православных верующих в католицизм. В предвоенные годы Православная Церковь в Польше потеряла больше сотни храмов, которые были либо отобраны католиками, либо разрушены польским правительством.
В 1939 году в начале Второй мировой войны Михаил Петрович Кобрин в 68-летнем возрасте как нелояльный гражданин Польского государства был интернирован в польский концлагерь Берёза-Картузская вместе с большой группой духовенства, где подвергался издевательствам со стороны надзирателей лагеря.
Протоиерей С. Гаюк в своей работе «От церковного престола за решетку в Берёзу» вспоминает: «Уже в первый день, хорошо помню, после часовой „муштры“ упал без сознания старенький профессор Кобрин (известный учёный, православный богослов, переводчик посланий св. апостола Павла и Псалтири на украинский язык). Он долго лежал без сознания около решетки. Мы с грустью наблюдали за ним, но ничем не могли помочь».

### Советский период жизни
Мгновенный разгром польской армии войсками Третьего рейха, побег польского правительства за границу, заставили надзирателей Берёзы-Картузской бежать. Арестанты были оставлены на произвол судьбы и разбежались по домам. Михаил Кобрин был переправлен местным священником в Кременец.
В 1943 году Кобрин переехал во Львов к своим детям, где, несмотря на пожилой возраст, продолжал заниматься научной работой. В это время он составил и подготовил к печати учебники по курсам нравственного и догматического богословия, предназначенные для духовных школ и организаций, а также для богословского самообразования.
В 1947-55 годах Михаил Кобрин сотрудничал со Львовским епархиальным журналом «Епархиальный вестник» (позже «Православный вестник»). За этот период в журналах было напечатано 24 его статьи исторического и богословско-философского содержания.
Михаил Петрович Кобрин умер на 84 году жизни 17 апреля 1956 году. Похоронен на Лычаковском кладбище во Львове вместе с супругой Александрой, дочерью Евгенией и внучкой Людмилой Дмитриевной.

## Семья
Родители: многодетные крестьяне Пётр Данилович и Елена Ивановна Кобрыни — униаты, в 1875 году обратившиеся в православие.
Младший брат: Николай Петрович Кобрин (род. в 1878) — выпускник МДА (1904), преподаватель русского языка в Минском духовном училище, женат на Анне Петровне Чербовой (брак заключён в 1905 году в Сергиевом Посаде).
Младшая сестра: Мария Петровна (род. в 1885), в замужестве Щирая.
Супруга: Александра Михайловна Герштанская (1875—1963), дочь священника Михаила Павловича Герштанского (1821—1901), настоятеля древлеправославного прихода в с. Люхов Белгорайского уезда. Двоюродная сестра протоиерея Дамиана Герштанского.
Шурин: протоиерей Стефан Михайлович Герштанский (1863—после 1923), женат на Марии Адамовне Черлюнчакевич, дочери обращённого из униатства священника Адама Яновича Черлюнчакевича, первым среди обращённого священства ставшего говорить проповеди на русском языке. Мария Адамовна — четвероюродная сестра адвоката Кирилла Черлюнчакевича.
Старшие сыновья Сергей, Михаил и Борис Михайловичи после эвакуации 1915 года жили до своей смерти в Москве. Младшие дети Евгения, Галина и Дмитрий Михайловичи проживали после смерти отца во Львове.